# Charles Euphrasie Kuwasseg
Pour les articles homonymes, voir Kuwasseg.
Charles Euphrasie Kuwasseg  est un peintre français né le 29 septembre 1833 à Draveil et mort le 27 octobre 1904 à Paris. 

## Biographie
Charles Euphrasie Kuwasseg est le fils du peintre autrichien Karl Joseph Kuwasseg, avec lequel il fait ses premiers pas d'artiste.
Élève de Jean-Baptiste Henri Durand-Brager et d'Eugène Isabey, Charles E. Kuwasseg délaisse un temps la peinture pour devenir marin au long-cours. Il se spécialise dans les paysages, dans la mouvance de l'école de Barbizon. Kuwasseg a comme sujets de prédilection les ports bretons et normands ainsi que ceux de Mer du Nord et les villages alpins. Il collabore avec Théophile Poilpot sur différentes séries de tableaux.
À partir de 1855, Charles Euphrasie Kuwasseg expose régulièrement au Salon où il obtient de nombreuses récompenses. Par la suite, il devient professeur d'art, et a notamment pour élève Émile Clavel. Il maîtrise l'art du contraste et fait preuve de finesse dans son exécution.
Certaines œuvres de Charles Kuwasseg, huiles sur toiles ou sur panneaux, sont notamment conservées au musée des Beaux-Arts de Rouen, au musée des Beaux-Arts de Rennes, à Fécamp au musée des Pêcheries, ainsi qu'au Maltwood art Museum (en) de l'Université de Victoria (Canada) .

## Œuvres
- Coup de vent à Fécamp, Fécamp, musée des Pêcheries.

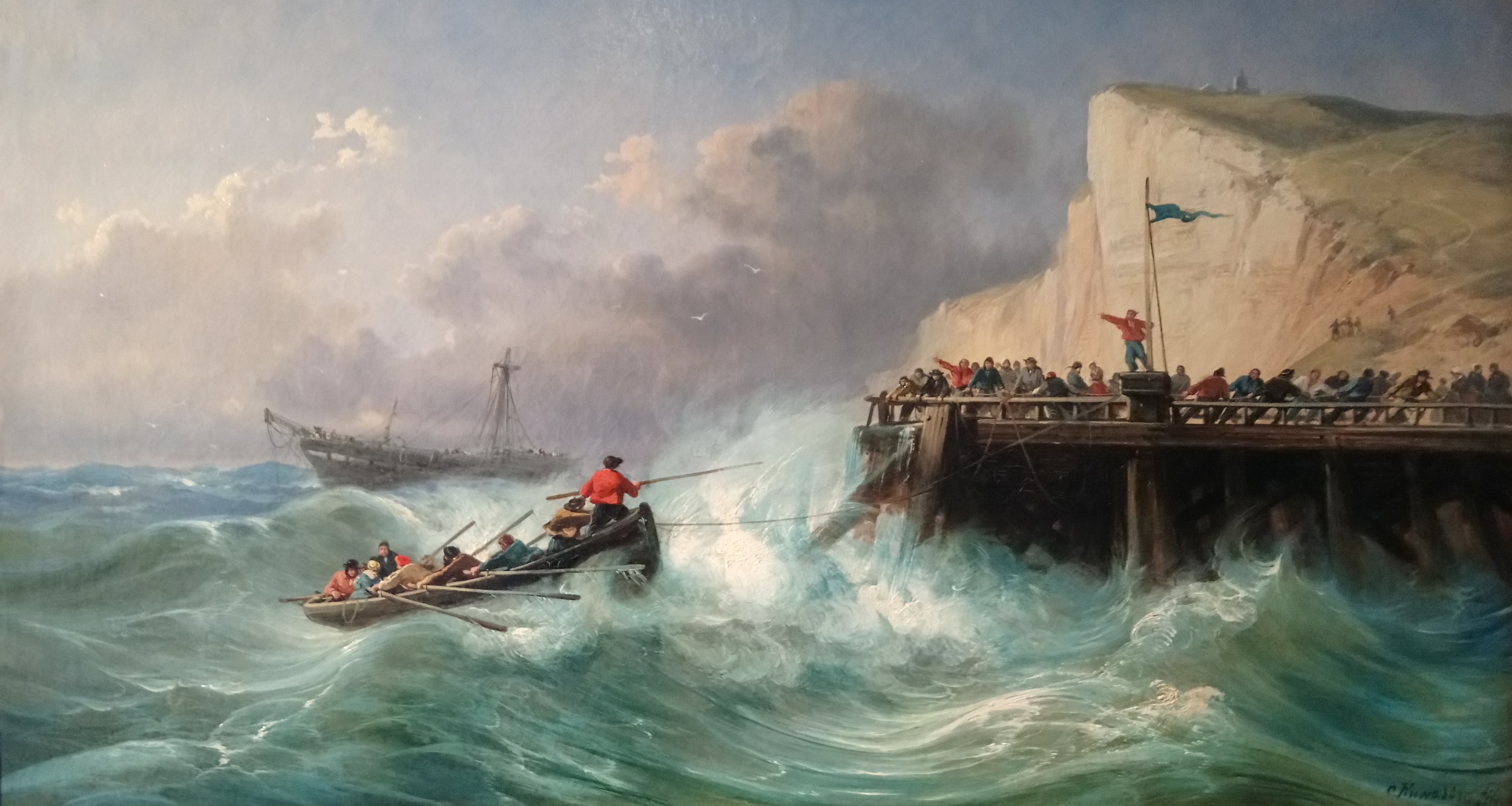
Coup de vent à Fécamp, Fécamp, musée des Pêcheries.